# Armatobalanus nefrens
Armatobalanus nefrens là một loại động vật chân tơ trong họ Balanidae. Nó là loài đặc hữu của Hoa Kỳ.